# Ремонт пути
Ремонт пути — путевые работы по обновлению верхнего строения пути с полной или частичной заменой его элементов, очисткой балласта, выправкой пути в продольном профиле и плане с оздоровлением земляного полотна.
Текущее планирование на предстоящий год производится исходя из фактического состояния пути по критериям назначения того или иного вида ремонта, определяемым по результатам комиссионных осмотров и проверок диагностическими средствами параметров устройства и содержания пути, а также на основе паспортных данных о классе, конструкции верхнего строения, плане и профиле пути, наработанном тоннаже и др. При этом при планировании усиленного капитального или капитального ремонта пути следует учитывать прогнозируемые изменения размеров и скоростей движения поездов на предстоящие 5 лет, которые могут привести к изменению класса пути.

## Виды ремонта

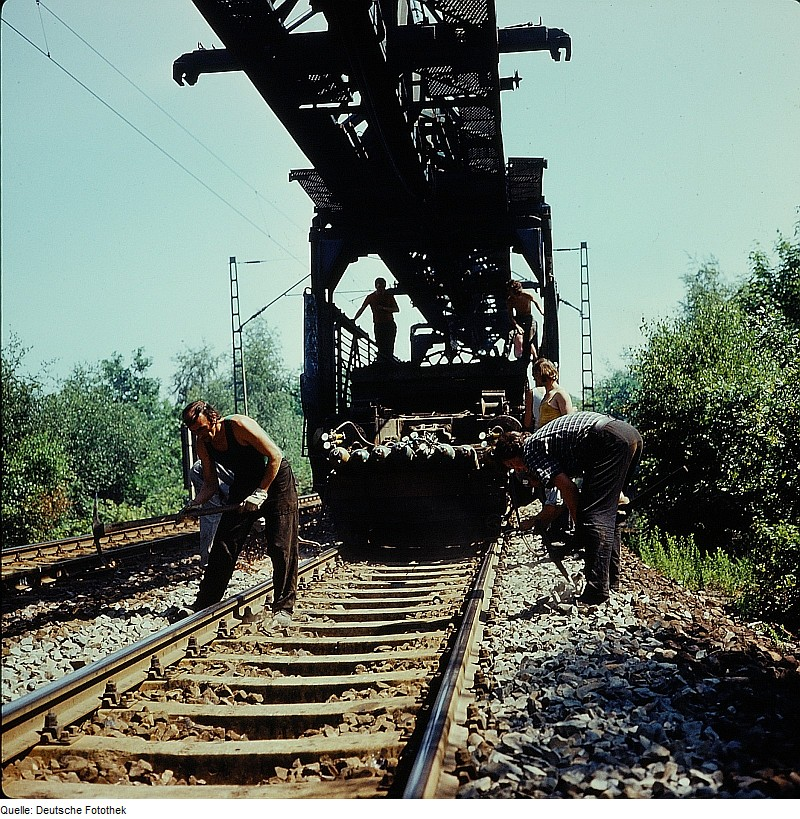
Подъемочный ремонт пути

Капитальный ремонт пути на новых материалах — предназначен для комплексного обновления верхнего строения пути на путях 1-го и 2-го классов (стрелочных переводов — на путях 1—3-го классов) с повышением несущей способности балластной призмы и земляного полотна. При выполнении ремонта производится полная замена путевой решётки на собранную из новых материалов, очистка щебёночного балласта на глубину более 400 мм или замена асбестового балласта на щебёночный, выправка и подбивка пути с постановкой на проектные отметки в профиле и плане, ремонт водоотводов и другие предусмотренные проектом работы. По отдельному проекту производится ликвидация пучинистых мест в земляном полотне и повышение его несущей способности.
Капитальный ремонт пути на старогодних материалах — предназначен для замены путевой решетки на путях 3–5-го классов (стрелочных переводов — на путях 4—5-го классов) на более мощную или на менее изношенную, смонтированную полностью из старогодных материалов, либо из старогодных материалов в сочетании с новыми. Сопровождается очисткой щебёночного балласта на глубину 250—400 мм.
Усиленный средний ремонт пути — предназначен для восстановления несущей способности балластной призмы путём очистки щебёночного балласта или замены асбестового балласта на щебёночный и понижения отметки пути. Понижение отметки пути необходимо на участках, где балластная призма превышает допустимые размеры или где дальнейшая подъёмка пути ограничена предельными габаритными расстояниями до контактной подвески либо других сооружений.
Средний ремонт пути — предназначен для оздоровления балластной призмы, замены дефектных шпал и скреплений. Производится сплошная очистка щебня на глубину 250—400 мм или замена других видов балласта на глубину не менее 150 мм, а также очистка водоотводов.
Подъёмочный ремонт пути — предназначен для восстановления равноупругости подшпального основания за счёт его сплошной подъёмки и выправки пути с подбивкой шпал, а также для замены негодных шпал и частичного восстановления дренирующих свойств балласта. При выполнении ремонта производится подъёмка пути на 50—60 мм добавлением балласта со сплошной выправкой пути и подбивкой шпал, локальная очистка щебня в шпальных ящиках и за торцами шпал в местах появившихся выплесков на глубину не менее 100 мм ниже подошвы шпал, а при других видах балласта — частичная замена его на чистый, замена негодных шпал и скреплений, очистка водоотводов и другие работы.
Сплошная замена рельсов и металлических частей стрелочных переводов — выполняется с целью обновления или усиления рельсов и стрелочных переводов между капитальными ремонтами пути.
Шлифовка рельсов — предназначена для устранения волнообразного износа и коротких неровностей на поверхности катания рельса с целью уменьшения вибрационного воздействия подвижного состава на путь. Профильная шлифовка рельсов предназначена для придания головкам рельсов ремонтного профиля.
Планово-предупредительная выправка пути — предназначена для восстановления равноупругости подшпального основания и уменьшения неравномерности отступления по уровню и в плане, а также просадок пути. При выполнении ремонта производится сплошная выправка пути с подбивкой шпал, рихтовка, удаление регулировочных прокладок из-под подошвы рельса, замена негодных шпал и скреплений, регулировка стыковых зазоров.